# Tramweg-Maatschappij De Meijerij
De Tramweg-Maatschappij De Meijerij (TM) is een voormalig trambedrijf uit Noord-Brabant. De maatschappij werd op 7 januari 1896 opgericht.

## Lijnen
Meteen na de oprichting werd begonnen aan een tramlijn tussen Veghel en Reusel. In Reusel zou de lijn aansluiten op de Belgische lijn naar Turnhout. Op 1 juli 1897 reed de eerste stoomtram over de lijn tussen Eindhoven en de grens. Op 18 augustus van dat jaar werden ook de lijnen Eindhoven - Sint-Oedenrode en Sint-Oedenrode - Veghel geopend. In 1900 wordt in Veghel een wisselverbinding gelegd met de sinds 1883 bestaande tramweg van Den Bosch over Veghel en Gemert naar Helmond.
Na enige aankopen in 1902 bezit De Meijerij de meerderheid van de aandelen van de maatschappij ‘Eindhoven – Geldrop’ die ze uiteindelijk geheel overneemt, waardoor de maatschappij ‘Eindhoven – Geldrop’ ophoudt te bestaan als zelfstandige onderneming. De NV Tramweg-Maatschappij ‘Eindhoven – Geldrop’ exploiteerde vanaf 1888 een paardentram tussen Eindhoven en Geldrop. Deze wordt omgezet in een stoomtram en vanaf 1906 is er de lijn Eindhoven-Helmond-Asten. Bij deze vennootschap hadden naast de voornaamste fabrikanten van Geldrop ook meerdere Helmondse notabelen belangen als aandeelhouder. Een van de twee eerstbenoemde commissarissen is de Helmondse ondernemer Karel Raymakers.
In 1906 nam de maatschappij de Tramwegmaatschappij Sint-Oedenrode - 's-Hertogenbosch (OH) over, waardoor het net werd uitgebreid met de tramlijnen Sint-Oedenrode - 's-Hertogenbosch en Sint-Michielsgestel - Vught.
In de Tramstraat in Eindhoven werd een remise gebouwd om beide lijnen te kunnen exploiteren. De lijnen naar Reusel en Veghel vertrokken allebei vanaf dit emplacement, waardoor de lijnen geen doorgaande verbinding met elkaar vormden.
De maatschappij bestond tot 1934. Daarna fuseerde ze met vijf andere Brabantse trambedrijven tot Brabantsche Buurtspoorwegen en Autodiensten. Ondertussen werd de tram vervangen door de autobus en voor 1940 werden alle tramlijnen opgebroken.
Eindhoven - Reusel · Eindhoven - Sint-Oedenrode · Sint-Oedenrode - Veghel